# Tiamin-fosfat difosforilaza
Tiamin-fosfat difosforilaza (EC 2.5.1.3, tiamin fosfat pirofosforilaza, tiamin monofosfat pirofosforilaza, TMP-Ppaza) je enzim sa sistematskim imenom 2-metil-4-amino-5-hidroksimetilpirimidin-difosfat:4-metil-5-(2-fosfoetil)tiazol 2-metil-4-aminopirimidin-5-meteniltransferaza. Ovaj enzim katalizuje sledeću hemijsku reakciju
2-metil-4-amino-5-hidroksimetilpirimidin difosfat + 4-metil-5-(2-fosfono-oksietil)tiazol {\displaystyle \rightleftharpoons } difosfat + tiamin fosfat

## Literatura
- Nicholas C. Price; Lewis Stevens (1999). Fundamentals of Enzymology: The Cell and Molecular Biology of Catalytic Proteins (Third изд.). USA: Oxford University Press. ISBN 019850229X.
- Eric J. Toone (2006). Advances in Enzymology and Related Areas of Molecular Biology, Protein Evolution (Volume 75 изд.). Wiley-Interscience. ISBN 0471205036.
- Branden C; Tooze J. Introduction to Protein Structure. New York, NY: Garland Publishing. ISBN 0-8153-2305-0.
- Irwin H. Segel. Enzyme Kinetics: Behavior and Analysis of Rapid Equilibrium and Steady-State Enzyme Systems (Book 44 изд.). Wiley Classics Library. ISBN 0471303097.

## Spoljašnje veze
- Thiamine-phosphate+diphosphorylase на 